# 圖胡夫

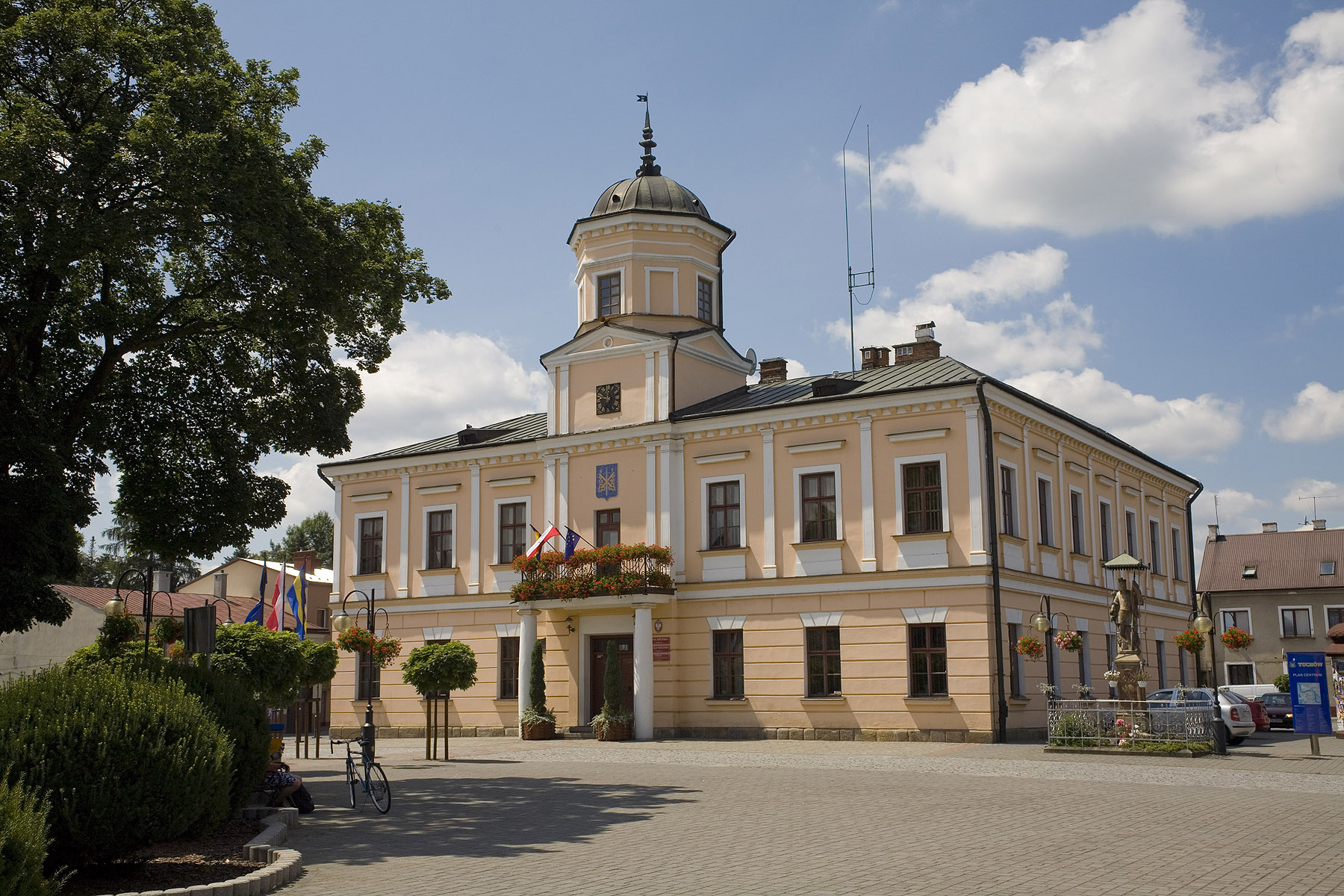

圖胡夫是波蘭的城鎮，位於該國東南部，距離首府克拉科夫約100公里，由小波蘭省負責管轄，面積18.15平方公里，海拔高度220米，2006年人口6,501。

## 友好城市
- 奥地利佩滕巴赫
- 斯洛伐克代特瓦
- 乌克兰巴拉尼夫卡
- 法國圣让德布赖埃
- 捷克米庫洛夫
- 匈牙利毛爾特菲
- 德国Illingen（英语：Illingen, Saarland）
- 羅馬尼亞特烏齊默蓋勒烏什

49°54′N 21°03′E / 49.900°N 21.050°E

## 外部連結
- （页面存档备份，存于）
- Jewish Community in Tuchów （页面存档备份，存于） on Virtual Shtetl